# Les Ateliers Frappaz
Les Ateliers Frappaz sont un Centre national des arts de la rue et de l'espace public, lieu de résidence pour des compagnies et des artistes d'origines et de disciplines diverses œuvrant dans l'espace public : arts de la rue, cirque, théâtre, musique, danse, constructions plastiques. Ils sont situés à Villeurbanne.

## Centre métropolitain des arts urbains, Villeurbanne
La structure est hébergée dans des locaux appartenant à la municipalité de Villeurbanne.
L'activité des Ateliers Frappaz se décline depuis 2006 autour de trois axes liés à l'appui à la création dans l'espace public : au travers de résidences d'artistes, de la médiation en direction du territoire villeurbannais et avec un temps fort le festival des invites de Villeurbanne :
- lieu de résidence pour des artistes œuvrant dans l'espace public ;
- lieu d'action culturelle et artistique menée à l'année en direction de la population villeurbannaise ;
- les Invites de Villeurbanne, le festival "pas pareil" 4 jours de spectacles et de concerts gratuits dans tous les quartiers et des grands repas de quartiers dans Villeurbanne.

Par le passé, il a également soutenu des projets extérieurs à Villeurbanne, notamment au Burkina Faso.

## Historique
Le projet des Ateliers Frappaz est né, par étapes successives, de la mise en œuvre du festival des Invites de Villeurbanne en 2002. La spécificité de l'événement repose sur le frottement entre artistes et population dans sa phase de préparation puis de réalisation.
Un lieu de travail était nécessaire pour qu'artistes et habitants puissent se retrouver, échanger et créer ensemble. La Ville de Villeurbanne a ainsi mis à la disposition de l'association Villeurbanne Spectacles Vivants d'anciens ateliers de serrurerie situés au 14-16 rue du Docteur Frappaz qui sont dès lors devenus « les Ateliers Frappaz ». C'est ainsi qu'en 2008 l'association s'est renommée “Les Ateliers Frappaz”.
Les Ateliers Frappaz, ce sont 4 500 m² répartis en ateliers, bureaux et structures d’accueil dans deux sites mitoyens (Frappaz 1 et Frappaz 2) donnant directement sur rue.
En 2013, la municipalité de Villeurbanne a décidé d'augmenter la capacité d'accueil des ateliers en y implantant et aménageant treize containers. Leur implantation se fera à l'automne 2013,. Dans le même souci de développer ce lieu de création, la mairie de Villeurbanne soutient sa demande de labellisation comme centre national des arts de la rue.

## Un lieu de résidence pour les artistes œuvrant dans l'espace public
Les Ateliers Frappaz sont un lieu de résidence pour des compagnies et des artistes d'origines et de disciplines diverses œuvrant dans l'espace public : arts de la rue, cirque, théâtre, musique, danse, constructions plastiques. Les artistes disposent d'un temps de travail qui peut prendre différentes formes - écriture, création, construction de décors, répétitions - et aboutir parfois à des restitutions publiques ou sorties d'atelier. Au-delà d'un soutien financier et d'une mise à disposition de locaux, la structure accompagne les compagnies dans leurs démarches, donne des conseils artistiques, administratifs et techniques. Les artistes accueillis en résidence aux Ateliers Frappaz bénéficient d'un hébergement dans une maison située rue Octavie à Villeurbanne. Les Ateliers Frappaz sont un outil de production et de mise en réseau. Pour certaines compagnies et artistes, leur programmation dans le festival des Invites favorise leur émergence. Le festival des Invites de Villeurbanne offrant une vitrine de diffusion du travail réalisé tout au long de l'année.

## Inscription dans le territoire villeurbannais
Il s'agit, au-delà d'une démarche de laboratoire d'expérimentation de la création, d'inscrire dans la durée une action culturelle sur le territoire villeurbannais. Les Ateliers Frappaz sont un lieu ouvert où est donné au public la possibilité d'approcher, participer à l'acte artistique. Il s'agit bien du faire ensemble qui passe par la confrontation et le frottement entre artistes et habitants. De ces croisements de savoir-faire naissent des rencontres qui tentent d'abolir les frontières entre acteur et spectateur.

## Frappaz, lieux de constructions des Invites
Le festival des Invites a permis de mettre en place à travers les Ateliers Frappaz un outil de fabrication, de rencontres et d’échanges avec les habitants. Six créations monumentales ont été réalisées dans ces ateliers par des compagnies professionnelles avec les villeurbannais :
- 2002 > La ville en carton : Jean-Pierre Duhamel pour Sud Side et Art Chic sur une idée de Pierre Berthelot Invites 2002 ;
- 2003 > Le grand voyage : Générik Vapeur et Art Chic Invites 2003 ;
- 2004 > Nomad’s land : Carabosse et Bambuco Invites 2004 ;
- 2005 > Les Assises de la chaise : Enrique Jimenez et Jean-Raymond Jacob Invites 2005 ;
- 2006 > Le Cercle s'agrandit – Stéphane Durand, Patrick Laurino, Gaël Monnereau, Loïc Charbonneau, l'association Tout l'Toutim Invites 2006 ;
- 2007 > La Tête dans les Etoiles – l'Illustre Famille Burattini Invites 2007.

Ces réalisations suscitent chaque année la participation du réseau associatif local. Plus de 400 personnes, plus de 40 associations et groupes d'habitants sont partie prenante de la “création collective”.

## Les rendez-vous du mardi
Certains temps de résidence donnent lieu à des sorties d'atelier - restitutions ou répétitions publiques qui peuvent prendre différentes formes : répétitions, lecture, explication de projet, présentation de décors ; toujours en entrée libre.

## Accessibilité
Ce site est desservi par le réseau de transports lyonnais, par le trolleybus C3.